# Joni Mitchell
Roberta Joan Anderson (Fort Macleod, 7 de noviembre de 1943), conocida por su nombre artístico Joni Mitchell, es una cantautora, productora y pintora canadiense. Comenzó su carrera musical en Toronto, se relacionó luego con la floreciente escena de folk de Nueva York de mediados de los sesenta. Autora de la canción icónica «Woodstock», a lo largo de los años 1970 amplió sus horizontes musicales, dirigiendo su interés hacia el pop y el jazz, para convertirse en una de las cantantes y compositoras más respetadas de finales del siglo XX. Es también una exitosa artista plástica; las portadas de casi todos sus álbumes han sido creadas por ella. Insiste a menudo en que la pintura era su vocación original, se describe a sí misma como una «pintora descarrilada por las circunstancias».

## Biografía

### Inicios
Desde muy joven se interesó tanto por la pintura como por instrumentos musicales como el piano, la guitarra y el ukelele. El apellido Mitchell procede de su breve matrimonio con el cantante folk Chuck Mitchell, en 1965. Comenzó su carrera musical actuando en pubs y bares, y se hizo famosa por la calidad de sus letras y su innovador estilo con la guitarra. Personales y a veces de consciente poética, sus canciones se vieron reforzadas por la calidad de su voz, en registros (con una extraordinaria amplitud de tono que cubre al mismo tiempo más de cuatro octavas), y por su estilo único de guitarra, que hace un uso frecuente de afinaciones alternativas. Ha sido fumadora desde los 9 años, lo que puede explicar por qué su voz es tan singular. Esto se ha hecho evidente en sus álbumes posteriores. Ella dice que ha sido adicta al cigarrillo desde que tomó su primera bocanada.
En la época en que abandonó su hogar en Saskatoon, Saskatchewan, quedó embarazada. Al no ver otra alternativa, dio a su hija en adopción. Lo mantuvo en secreto durante la mayor parte de su exitosa carrera musical. Una noche, tocando en un club de Nueva York, un joven David Crosby presenció su actuación y quedó impresionado por su habilidad y sus dotes como artista, y decidió tomarla bajo su protección.
Los comienzos de su éxito se debieron en gran medida al hecho de que otros intérpretes versionaran sus temas: su canción "Urge for Going" fue un éxito en las interpretaciones del cantante country George Hamilton IV, del intérprete folk Tom Rush y, muchos años después, de la banda escocesa Travis. También la irlandesa Luka Bloom grabó la canción. La versión original de este tema, grabada por Mitchell en 1967, no vio la luz hasta 1972, como cara B del sencillo de 1972 "You Turn Me On I'm A Radio", y no fue editada en álbum hasta el recopilatorio "Hits", en 1996.
Otros intérpretes lograron éxitos con sus canciones: Judy Collins, a principios de 1968, grabó "Both Sides Now" y el grupo de folk rock británico Fairport Convention incluyó "Chelsea Morning" y "I Don't Know Where I Stand" en su álbum de debut, grabado a finales de 1967, y "Eastern Rain" en su segundo álbum al año siguiente.
Las canciones de los primeros dos álbumes de Joni Michell, "Song To A Seagull" (de 1968, también conocido como "Joni Mitchell"), y "Clouds" (de 1969) eran arquetipos del movimiento de cantautores emergente en ese momento.
El tercer disco significó la madurez: "Ladies of the Canyon" (1970) es un disco imbuido del espíritu de la vida en California (el "cañón" del título del álbum hace referencia a Laurel Canyon, en Los Ángeles, donde en esa época vivían diversos artistas como Carole King, James Taylor, Crosby, Stills & Nash, Jackson Browne, The Mamas & the Papas o John Mayall), que contenía su primer gran éxito, "Big Yellow Taxi" y su recordada canción "Woodstock", acerca del festival (que luego sería un éxito en las voces de Crosby, Stills, Nash and Young). Mitchell escribió la canción luego de habérselo perdido y escuchar diversas historias glorificables sobre este. Ella había cancelado su aparición en el festival por consejo de su mánager por miedo a perder una aparición en "The Dick Cavett Show". Desde entonces ha dicho que la decisión de cancelar el concierto ha sido uno de sus más grandes arrepentimientos. "For Free" es la primera de muchas de sus canciones que hablan sobre la dicotomía entre los beneficios de su estrellato y sus costos, tanto su presión como la pérdida de libertad y privacidad que representa.

### Éxito en los años 1970
El enfoque confesional de Mitchell se notó más en álbum Blue (1971), ampliamente considerado el mejor de este período. Explorando las múltiples facetas de las relaciones, desde el encaprichamiento (en "A Case of You") hasta la inseguridad (en "This Flight Tonight"), las canciones se caracterizaron por un uso creciente de piano y dulcimer apalache en "Carey", "California" y "All I Want". Otras canciones se basaban en el piano, y algunas exhibían ritmos asociados con el Rock and roll.
Su influencia más directa con el rock fue bastante fuerte en sus siguientes dos álbumes, grabados para su nueva discográfica Asylum. "For The Roses" (1972), cuya canción titular continuó con su exploración de la temática de "For Free", se vendió bien, gracias en parte al exitoso sencillo "You Turn Me On, I'm A Radio", influenciado por la música country. Pero fue "Court and Spark" (de 1974), un híbrido de pop, rock y folk con toques de jazz, el que tuvo un mayor éxito, produciendo clásicos como "Free Man in Paris" (inspirada por las historias contadas por su productor y amigo David Geffen), "Car On A Hill", y en especial "Help Me", que sigue siendo su sencillo más vendido (y que llegó a los primeros 10 puestos).
Court and Spark también fue notable por los primeros ecos de la influencia de jazz en la obra de Mitchell, y quizás por el éxito comercial de ese álbum, y del siguiente álbum en vivo "Miles of Aisles", (en el que fue acompañada por el conjunto de pop-jazz de los 70 LA Express), ella pasaría el resto de la década creando música con elementos de jazz.

### El período de jazz
El primero de esos álbumes, The Hissing of Summer Lawns (1975), marcó un cambio en cuanto a las letras, en el que su estilo confesional fue reemplazado por una serie de viñetas, desde bailarines de clubes nocturnos ("Edith and the Kingpin") a las mujeres con maridos ricos aburridas ("The Hissing of Summer Lawns" y "Harry's House/Centerpiece"). El álbum fue diverso estilísticamente, con complejas armonías vocales acompañadas de percusión africana (los Tambores de Burundi inventados por la fundación "The Jungle Line"). Aunque muchos fanes y otros artistas consideran a Hissing... como su obra favorita de Mitchell, el álbum no fue muy bien recibido cuando fue lanzado. Rumores dicen que la revista Rolling Stone lo declaró "The Worst Album of The Year" (el "Peor Álbum del Año"); pero en realidad sólo fue denominado "el peor título" para un álbum . Mitchell y Rolling Stone no tuvieron una buena relación desde que, unos años antes, la revista publicase un "árbol" que ilustraba todos los supuestos amantes de la artista, principalmente compuesto por otros músicos.
Durante 1975, participó en muchos conciertos en las giras Rolling Thunder Revue, y en 1976, actuó para "The Last Waltz" de The Band.
Hejira (1976) continuó la tendencia de Mitchell con el jazz, con varias canciones lideradas por el Bajo fretless, (es decir, sin traste) de Jaco Pastorius (músico de jazz). Sin embargo, las canciones en sí presentaban letras densamente metafóricas y melodías vocales complejas que contrastaban y proveían contrapunto a los ritmos de jazz de los arreglos. Además, este álbum resaltó como nunca antes por la inusual afinación "abierta" de la guitarra de Mitchell.
Don Juan's Reckless Daughter (1977) fue un álbum que se alejaba más del pop para adentrarse en la libertad y abstracción del jazz, un renombrado doble álbum por la larga parte improvisada "Paprika Plains". El álbum recibió diferentes críticas: algunos disfrutaban su originalidad y experimentación, inesperados por muchas de las estrellas y celebridades del ámbito musical en ese entonces. Otros argumentaron que este estilo de música ya se había implementado, citando el hecho de que numerosas bandas de jam ya tocaban para estudiantes colegiales en un estilo similar y frecuentes veces con un similar grado de convicción. La tapa del álbum creó su propia controversia; Mitchell figuraba en muchas fotografías de la portada, incluyendo una en la que ella estaba disfrazada como un hombre negro.
El siguiente trabajo de Mitchell tuvo la colaboración del bajista Charles Mingus, que murió antes que el proyecto terminase en 1979. Mitchell terminó las canciones con una banda que incluía a Pastorius, Wayne Shorter y Herbie Hancock. Mingus fue mal recibido; las audiencias de rock no fueron receptivas, y los puristas del jazz no estaban convencidos. Sin embargo, la apreciación por este trabajo fue creciendo considerablemente al pasar los años.

### La era Geffen
Los años 1980 tuvieron la menor cantidad de álbumes editados por Mitchell desde los inicios de su carrera: sólo aparecieron tres álbumes con material nuevo, y ninguno causó una gran impresión. Wild Things Run Fast (de 1982) fue un intento de volver a escribir canciones pop, e incluía la canción "Chinese Cafe/Unchained Melody" que incorporó el estribillo y partes de la melodía del éxito de los Righteous Brothers, y "(You're So Square) Baby I Don't Care". Fue claramente influenciado por el matrimonio, en 1982, de Mitchell con el productor y bajista Larry Klein - Mitchell se refirió en muchas entrevistas a estas canciones como canciones "amo a Larry". Aunque sólido compositivamente, fue lanzado en una época en que estaba de moda la música más oscura y con múltiples capas de los movimientos New Wave y New Romantic.
El productor e intérprete británico de synth pop Thomas Dolby, trabajó con ella en Dog Eat Dog (1985), pero los arreglos de sintetizador y de caja de ritmos, junto a las letras más estridentes y enojadas de Mitchell, pasaron de moda más rápidamente que sus primeras obras.
En Chalk Mark in a Rainstorm (1988) Mitchell colaboró con talentos que incluían a Willie Nelson, Billy Idol, Wendy and Lisa, Tom Petty y Don Henley. Las canciones abarcaban diversos géneros, incluyendo un dueto con Peter Gabriel en "My Secret Place" que recordaban el material "clásico" de Mitchell. Aunque había algunas transiciones discordantes de géneros ("Dancing Clown" y "Cool Water"), los sonidos sintetizados de varias capas de "My Secret Place", "Beat of Black Wings" y "Tea Leaf Prophecy" fueron una mejor unión de la voz de Mitchell con la electrónica.
Tras el lanzamiento de Chalk Mark in a Rainstorm, Mitchell participó en The Wall Live in Berlin, el show de Roger Waters' de The Wall en Berlín.

### Los turbulentos años 1990
Night Ride Home, álbum de 1991 que Mitchell describió como "middle-aged love songs" ("canciones de amor de mediana edad"), tuvo una mejor recepción y marcó un acercamiento a sus raíces acústicas. Pero para muchos, el regreso a la forma llegó con el álbum ganador del Grammy Turbulent Indigo (1994). Para estos, "Indigo" fue el conjunto de canciones más sólido de Mitchell en años. Mitchell lanzó su último grupo de nuevas canciones 'originales' en Taming The Tiger (1998).

### "Odio la música": 2000-2006
Both Sides Now (2000) fue un álbum conformado en su mayor parte por versiones de canciones clásicas, ejecutadas con una orquesta. El mismo recibió críticas muy favorables y vendió una cantidad importante de copias. El álbum contenía nuevas versiones de "A Case of You" y la pista titular "Both Sides Now," dos éxitos tempranos ejecutados con su actual y conmovedor registro contralto. Su éxito la llevó a crear Travelogue, una colección de nuevas versiones de sus viejas canciones, acompañadas por arreglos de orquesta. Mitchell afirmó que este sería su último álbum.
Recientemente, Joni Mitchell mencionó su descontento con el estado actual de la industria, diciendo que había caído en un gran "pozo negro", y afirmando que "odia la música" y que quisiera recordar lo que alguna vez le gustó de ella. Expresó su aversión hacia el dominio de la industria discográfica, y su deseo de controlar su propio destino, posiblemente lanzando su propia música por internet.
En los últimos años se lanzaron una serie de compilados temáticos de canciones de sus primeros álbumes: "The Beginning Of Survival" (2004), "Dreamland" (2004) y "Songs of a Prairie Girl" (2005), que ella editó tras aceptar una invitación para participar en el concierto Saskatchewan Centennial en Saskatoon, frente a la reina. En las notas de esta última compilación, Mitchell escribió que la colección es su contribución a las celebraciones.
Su álbum "Both Sides Now" aparece en la película "Love Actually", en la que varios de los protagonistas escuchan el disco.

### 2007: Regreso
En octubre de 2006, Joni Mitchell comunicó que en los últimos meses se vio componiendo y grabando material para un nuevo trabajo discográfico. En julio de 2007, luego de varias semanas de rumores, se oficializó que el flamante sello discográfico Hear Music, con el que Paul McCartney publicó su exitoso álbum Memory Almost Full en junio de ese año, estaría publicando el nuevo álbum de Joni Mitchell, titulado Shine, en septiembre de 2007. Sería este el primer álbum de nuevo material de Joni en 9 años.
En estos últimos años Mitchell vive como una reclusa, dividiendo su tiempo entre la casa que ha construido en un área remota de la Columbia Británica y la villa en Bel Air, California, sobre Los Ángeles. És muy negativa en su juicio sobre la Norteamérica actual: 'En América todo ha sido homogeneizado. Su música ha sido homogeneizada, su cerveza está aguada, sus bellezas son todas iguales. La música és siempre la misma canción'.
El 31 de marzo de 2015 sufrió una hemorragia cerebral secundaria a un aneurisma cerebral en su casa de Los Ángeles por el cual tuvo que ser hospitalizada y del que se recuperó satisfactoriamente en unos meses pudiendo volver a caminar y a desarrollar sus actividades preferidas como la pintura.

## Vida privada
Después de quedar embarazada a los 21, Mitchell fue abandonada por su pareja. También abandonada por Charles Scort Mitchell, por su situación económica se vio obligada a llevar a un orfanato a su hija, Kelly Dale Anderson, quien años después, ya una modelo y con el nombre de Kilauren Gibb, la contactó. Mitchell tuvo romances con los músicos James Taylor y Graham Nash y con el escritor Sam Shepard.

## Estilo
Casi todas las canciones que ella compuso con su guitarra usan una afinación abierta, o no estándar; ella ha escrito canciones en alrededor de 50 afinaciones diferentes. El uso de afinaciones alternativas permite una mayor variedad y complejidad de armonías que pueden ser producidas con la guitarra, sin la necesidad de combinaciones de acordes difíciles. De hecho, muchas de las canciones de Mitchell usan combinaciones muy simples, pero su uso de afinaciones alternativas y su estilo de rasgueo altamente rítmico crea un sonido rico y único. Su estilo ha evolucionado con los años, desde un estilo intrincado, tipificado por las canciones de guitarra de su primer álbum, a uno más holgado y rítmico, a veces incorporando "slaps" percusivos, como en sus más recientes álbumes.

## Influencia
Mitchell puede ser considerada una "música de los músicos"; su obra ha tenido una enorme influencia en una gran cantidad de artistas; no solo ha influenciado a cantautores similares como Sheryl Crow y Shawn Colvin, sino a un número importante de artistas en diversos géneros, como Pink Floyd, Led Zeppelin, K.D. Lang, Elvis Costello, PM Dawn, Janet Jackson, Agnes Chan y Prince.
Por ejemplo, la canción de Prince llamada "The Ballad of Dorothy Parker" (de su álbum Sign 'O' the Times), debe mucho a Mitchell, tanto por sus armonías evocadoras del estilo de Mitchell como por el uso de técnicas propias de ella: como en la canción de Mitchell "This Flight Tonight", Prince hace referencia a una canción en su letra ("Help Me", de Joni) mientras que la música emula los acordes y melodías de esa canción.
Janet Jackson usó un sample de "Big Yellow Taxi" en un sencillo de 1998, "Got 'Til It's Gone" (al parecer, a Mitchell le agradó, por lo que apareció en MTV/VH1 en un clip corto en el que aprobaba la canción). Counting Crows tuvo un hit en 2002 con una versión de "Big Yellow Taxi". La banda norteamericana Sonic Youth homenajeó a Mitchell en su disco Daydream Nation de 1988, dedicándole la canción "Hey Joni". Aunque Mitchell usualmente evita hablar sobre otros artistas, en especial de aquellos a los que influyó, ella ha quedado impresionada por dos artistas de jazz que interpretaron parte de su obra, Cassandra Wilson y Diana Krall. Aunque la mayoría de los oyentes tienden a recordar los éxitos tempranos de Mitchell (de sus álbumes más comerciales), muchos músicos se inspiraron en sus trabajos más experimentales, particularmente en The Hissing of Summer Lawns y Hejira. Ella también elogió a los New Radicals.
Mitchell fue añadida al Canadian Music Hall of Fame (o "Salón de la Fama de la Música Canadiense") en 1981 y en el Rock and Roll Hall of Fame (o "Salón de la Fama del Rock and Roll" en 1997. En 1995 recibió el "Century Award" de Billboard. El primero de mayo de 2002 recibió el nivel Companion de la Order of Canada ("Orden de Canadá"). También recibió el premio "Grammy Lifetime Achievement Award" en 2002, acompañado de una mención que la describía como "una de las artistas femeninas más importantes de la era del rock" y "una poderosa influencia en todos los artistas que adoptan la idea de la diversidad, imaginación e integridad."
Mitchell recibió un doctorado honorario de la McGill University el 27 de octubre de 2004.

## Discografía

### Álbumes
- Song to a Seagull (1968, también conocido como Joni Mitchell)
- Clouds (1969)
- Ladies of the Canyon (1970)
- Blue (1971)
- For the Roses (1972)
- Court and Spark (1974)
- Miles of Aisles (1974, en vivo)
- The Hissing of Summer Lawns (1975)
- Hejira (1976)
- Don Juan's Reckless Daughter (1977)
- Mingus (1979)
- Shadows and Light (1980, en vivo)
- Wild Things Run Fast (1982)
- Dog Eat Dog (1985)
- Chalk Mark in a Rainstorm (1988)
- Night Ride Home (1991)
- Turbulent Indigo (1994)
- Taming the Tiger (1998)
- Both Sides Now (2000)
- Travelogue (2002)
- Shine (2007)

### Recopilatorios
- The World of Joni Mitchell (1972)
- Hits (1996)
- Misses (1996)
- The Complete Geffen Recordings (2003)
- The Beginning of Survival (2004)
- Dreamland (2004)
- Starbucks Artist's Choice (2004)
- Songs of a Prairie Girl (2005)
- River: The Joni Letters (2008)

### Sencillos
- "Night in the City" (1968)
- "Chelsea Morning" (1969)
- "Big Yellow Taxi" (1970)
- "Carey" (1971)
- "You Turn Me On, I'm A Radio" (1972)
- "Free Man in Paris" (1974)
- "Help Me" (1974)
- "Big Yellow Taxi" (1975, en vivo)
- "In France They Kiss On Main Street" (1975)
- "Coyote" (1976)
- "Off Night Backstreet" (1977)
- "The Dry Cleaner from Des Moines" (1979)
- "Why Do Fools Fall In Love" (1980)
- "Chinese Cafe/Unchained Melody" (1982)
- "(You're So Square) Baby, I Don't Care" (1982)
- "Good Friends" (1985)
- "My Secret Place" (1988)
- "Snakes and Ladders" (1988)
- "Come in from the Cold" (1991)
- "How Do You Stop" (1994)
- "Big Yellow Taxi" (1996, remix)